# Turneria bicolor
Turneria bicolor é uma espécie de formiga do gênero Turneria.